# Gruppo Polacco al Reichstag
Il gruppo polacco rappresentò la minoranza polacca nel Reichstag dell'Impero tedesco dal 1871 al 1918. Nel Landtag prussiano esisteva già dal 1849 un'unione di politici polacchi, che si chiamava gruppo polacco fin dal 1850.

## Struttura interna
Dal 1849, il Landtag prussiano ebbe un club polacco. Dal 1856, quest'ultimo assunse lo status di partito. Il gruppo polacco rappresentò gli interessi dei circa tre milioni di cittadini tedeschi di madrelingua polacca dal 1871 nel Reichstag. I gruppi parlamentari del Reichstag e del Landtag prussiano lavorarono a stretto contatto e spesso seguirono una linea comune. All'interno dei gruppi politici fu applicato il principio dell'unanimità. 
Gli elettori si concentrarono nelle province prussiane di Posnania, Prussia Occidentale ed Alta Slesia. Il numero di deputati variò dai 13 del 1887 ai 20 del 1903. Il gruppo si oppose alla politica antipolacca e ai tentativi di Germanizzazione durante l'impero tedesco. La composizione interna del gruppo cambiò. All'inizio, dominava la nobiltà latifondista ed il clero cattolico, ma dopo il 1900 i politici borghesi con orientamento polacco e democratico cominciarono a farsi notare.

## Relazioni con altri gruppi politici
Il gruppo fu strettamente collegato allo Zentrum. Tuttavia, ci furono differenze sin dall'inizio. Ad esempio, il gruppo polacco rifiutò l'integrazione degli ex territori polacchi nel Reich quando fu fondato l'Impero. Tuttavia, anche i nazional-liberali ed i conservatori si opposero temporaneamente alla cooperazione con il gruppo liberale di sinistra. Dal 1890 ci fu una situazione di concorrenza tra il gruppo polacco e il partito di centro in Alta Slesia. Da allora, i parlamentari polacchi si unirono sempre di più al gruppo polacco anziché a quello di centro, in particolare dal 1903. 
Wojciech Korfanty, inizialmente membro del Partito di Centro, fu il primo parlamentare a diventare membro del Reichstag tedesco per la circoscrizione elettorale di Kattowitz-Zabrze dal 1903 al 1912, con il Partito Nazionale Democratico Polacco (Partito Polacco). D'altra parte, dopo la fine del secolo, nelle zone miste iniziò a formarsi un "deutsches Lager", dove i liberali di sinistra riuscirono ad ottenere seggi con accordi elettorali con i nazional-liberali ed i conservatori.

## Sviluppo Politico
All'inizio, il gruppo fu generalmente fedele alla monarchia e si dimostrò più difensivista. Questo atteggiamento cominciò a prendere un posto di secondo piano, soprattutto dal 1885/86, quando la politica di germanizzazione di Otto von Bismarck fu intensificata. La politica di germanizzazione, la questione delle lingue, la costituzione della Commissione di insediamento o l'espulsione di numerosi polacchi, contribuirono inconsapevolmente al rafforzamento della coscienza nazionale polacca. Durante il periodo del Cancelliere Leo von Caprivi, che seguì una linea moderata nella politica polacca, l'atteggiamento dei politici polacchi cambiò.
Józef Kościelski cercò persino di trasformare il gruppo polacco in sostenitore dei governi della Prussia e del Reich. Dal 1896 la politica antipolacca fu nuovamente rafforzata. Dal 1889 al 1918 Ferdinand von Radziwill fu a capo del gruppo. L'atteggiamento complessivamente leale di quest'ultimo nei confronti dello Stato perse in prospettiva la sua incidenza a favore di una posizione nazionalistica.